# Agrobiocenosis

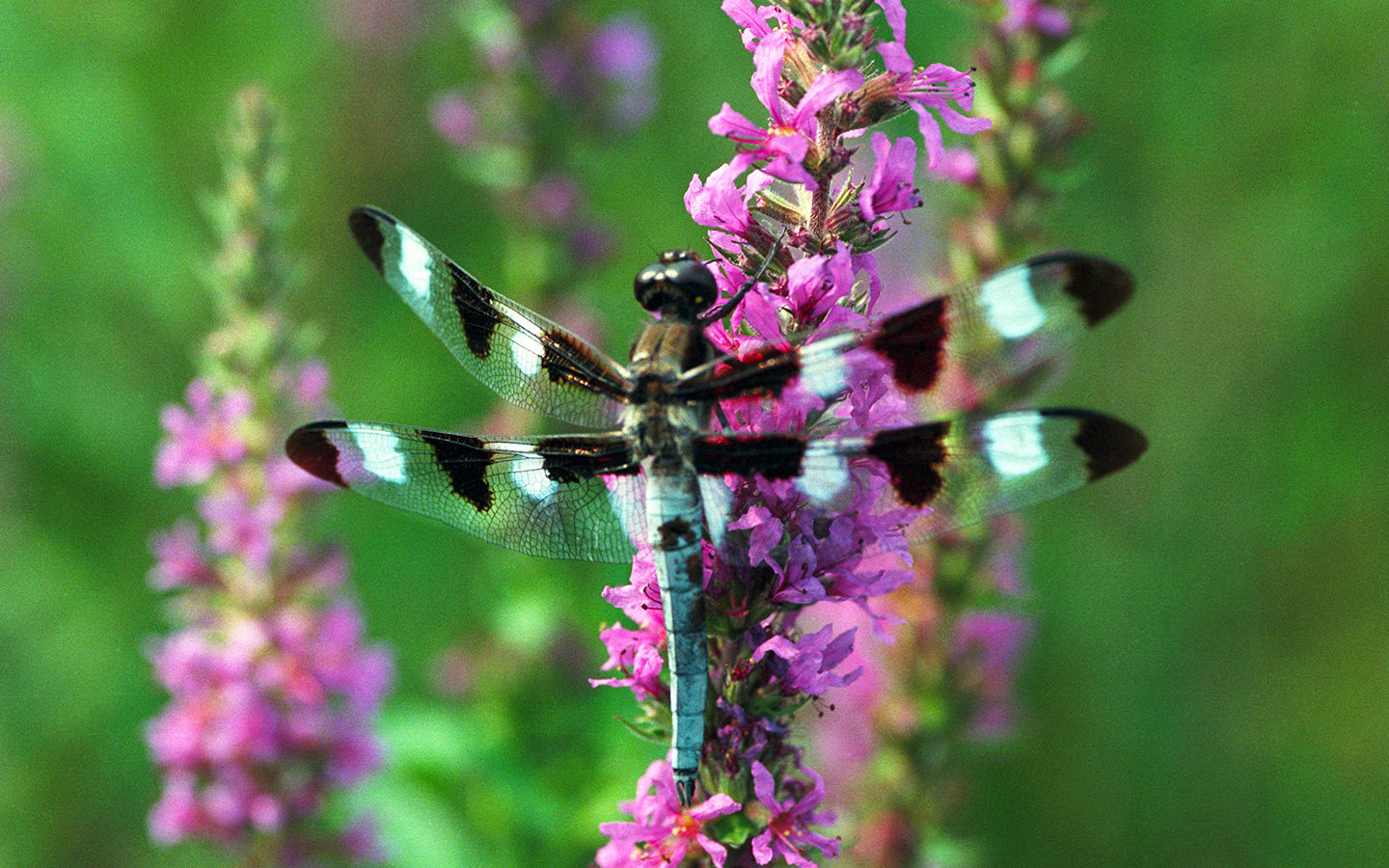
Libélula en una Flor obediente (Physostegia virginiana)

La agrobiocenosis es aquella comunidad de seres vivos que se desarrollan en un ecosistema modificado o creado por el ser humano. Entre estos se mencionan a las tierras agrícolas, jardines, granjas y otros espacios utilizados para la producción de alimentos. En estos términos se engloban a plantas (malezas y cultivos), animales (herbívoros y parásitos de vegetales) y microorganismos heterótrofos (descomponedores), además de las relaciones que existen entre ellos.
En los espacios mencionados se pueden dar relaciones biológicas referidas a las actividades desarrolladas en estos. La polinización llevada a cabo por las abejas y otros polinizadores, es una relación de mutualismo. Proporcionar refugio a pequeños animales como aves o roedores es un ejemplo de comensalismo. Algunas veces las plagas se hacen presentes y se apoderan de los fotoautótrofos, generando así una relación de parasitismo.

## Componentes
La agrobiocenosis es un sistema que incluye a las plantas cultivadas, las malezas y todos los seres vivos que habitan en el lugar, desde insectos hasta microorganismos. Esto hace que las interacciones entre ellos sean complejas. Cuando hay menos variedad de seres vivos, se pierde menos materia orgánica y los cultivos crecen mejor. En otras palabras, una menor diversidad de vida en el campo puede llevar a una mayor productividad de los cultivos.

### Agrofitocenosis
Se entiende por agrofitocenosis a todas las plantas presentes en el entorno de producción agrícola, malezas y cultivos. Las plantas cultivadas pueden representar a una sola especie o múltiples especies de vegetales. Teniendo en cuenta la rotación de cultivos, haciendo que una sola especie pueda ocupar el campo por una o varias temporadas consecutivas.
Las malezas también están constituidas por órganos de renovación, como bulbos, tallos, semillas, frutos, etc; denominados de forma general como "banco de semillas". Contrario a lo que se suele pensar, las malezas no son más viables y resistentes que los cultivos. Las plantas cultivadas pueden limitar el crecimiento de muchas malas hierbas. Sin embargo, la cantidad de materia orgánica que producen es solo un pequeño porcentaje del total en el medio. Las malas hierbas solo pueden prosperar si las plantas cultivadas están debilitadas por factores como plagas o si se siembran en el momento incorrecto. 
La evolución de las comunidades del campo, se ha desarrollado de acuerdo a la constante selección de las especies silvestres más valiosas en términos biológicos y económicos por el hombre. Debido al avanzado desarrollo y predominancia de los cultivos, se crea una competitividad sobre las malezas. Lo cual evidencia que el espacio utilizado está influenciado principalmente por las plantas cultivadas, que ayudan a formar el agroecosistema.

### Organismos del suelo
Los organismos del suelo interactúan entre sí y con las plantas y animales del ecosistema, formando una red biológica compleja (véase Red trófica). Contribuyen a funciones esenciales para la sostenibilidad de los ecosistemas, como el ciclo de nutrientes, la regulación de la materia orgánica, la captura de carbono. También mejoran la estructura del suelo y la absorción de nutrientes por las plantas, lo que es crucial para los ecosistemas naturales y la gestión sostenible de la agricultura.
La corta vida de los microorganismos hace que sus colonias cambien constantemente. Los restos de descomposición de estas colonias ayudan a formar el suelo y mejoran su estructura. Esta "labranza biológica" crea una capa superior del suelo más estable, lo que ayuda a prevenir daños por el agua.
Las plantas son fundamentales para un entorno biológico saludable. Sus raíces aportan nutrientes a los organismos del suelo, y su follaje proporciona sombra y protección a los procesos de maduración de las colonias. Debido a la fragilidad del ecosistema, la creación y protección de un entorno adecuado dependen del ciclo de vida de las plantas. Además, como los microorganismos tienen una vida corta, las condiciones del suelo están en constante cambio, con acumulación y descomposición de materia orgánica, y una capa protectora en la superficie.
Todos dependen unos de otros; la vegetación alimenta a los organismos del suelo y crea condiciones favorables, mientras que los microorganismos proporcionan un hábitat óptimo para las raíces. Desde una perspectiva empresarial, la agrobiocenosis representa el capital biológico del agricultor, cuyo rendimiento económico puede aumentar significativamente si se gestiona adecuadamente.

## Relaciones ecológicas
La aparición de materia orgánica fresca en un campo crea un ambiente estable que permite que más plantas y animales vivan allí. Esto atrae a insectos y otros organismos, algunos de los cuales pueden ser beneficiosos, pero otros pueden ser perjudiciales para las plantas. En general, el campo se vuelve más diverso y rico en vida, con más especies y relaciones entre ellas.

### Agrofitocenosis
La productividad de los cultivos agrícolas depende de cómo interactúan las plantas y las malezas en un área de cultivo. Estas interacciones pueden ser directas o indirectas y están influenciadas por las especies de plantas, sus características, el clima y el entorno.
Interacciones directas:
- Holoparasitismo: Algunas plantas pueden vivir a expensas de otras.
- Presión mecánica: Plantas trepadoras pueden afectar a otras plantas al crecer sobre ellas. (Véase Planta epifita).
- Alelopatía: Algunas plantas liberan sustancias que pueden ayudar o perjudicar a otras.
- Competencia: Las plantas compiten por luz, agua y nutrientes.

Interacciones indirectas:
- Impacto fitocenótico: Las plantas afectan el ambiente que las rodea, como la luz y la humedad, lo que puede beneficiar o perjudicar a otras plantas.
- Factores del suelo: Las plantas cambian las condiciones del suelo, como la cantidad de nutrientes y la humedad, según sus necesidades.
- Respuesta a factores externos: Las plantas reaccionan a cambios climáticos y a la actividad de otros organismos. (Véase también Tropismo).[2]